# 梁式芝書院
梁式芝書院（英語：Leung Shek Chee College）是觀塘區著名的政府資助的女子中學，由聖高隆龐女修會於1977年開辦，後1997年交給天主教香港教區管理。該校中一至中五級亦採用雙班主任制，務求全面顧及不同同學的需要。

## 歷史
- 大事年表
  - 1972年 天主教香港教區於秀茂坪興建秀茂坪天主教女書院。聖高隆龐女修會（英语：Missionary Sisters of St. Columban）負責管理該校，由杜瑪利修女出任首任校監兼校長。
  - 1973年 政府及梁銶琚先生贊助興建學校的費用；並將之命名為梁式芝書院以紀念父亲梁式芝先生。
  - 1977年 學校開課。由於校舍工程延誤，故需要借用藍田香港八和會館小學（現為上水李志達紀念學校）校舍。
  - 1979年 校舍全部部份竣工。
  - 1980年 由已故胡振中主教及梁銶琚先生主持學校揭幕儀式。
  - 1987年 學生會成立。
  - 1996年 聖高隆龐女修會（英语：Missionary Sisters of St. Columban）將學校管理交由天主教香港教區接管。
  - 2017年 打破健力士世界紀錄，全體師生連同嘉賓以接力形式連續8小時踏單車發電，最後共產生了13484瓦小時（13484Wh），刷新了「連續8小時踏單車產生最多電力」（Most electrical energy generated by pedaling on bicycles in 8 hours）的健力士世界紀錄。

### 醜聞
2022年5月中旬，有學生在Instagram專頁「nss.secret」上爆料，指該校一位趙老師在課堂上觀看色情片，並不小心將片段投影至大屏幕上。
校方回應查詢時，證實了該爆料的真實性，並指趙老師於13日報告了該事發生，於16日請辭。校方也通報了教育局及警民關係主任。

## 校園
學校佔地面積約5000平方米，設有29個課室、18個特別室，其中包括4個科學實驗室、2個電腦室、資訊科技研習室、多媒體研習室、學生活動室等。全校均有空調設備。

## 班別架構
全校有超過700名學生。中一至中三設4班，中四至中六設5班。

## 學生會
- 2005/2006  芝音
- 2006/2007  SA 206 推芝堂
- 2007/2008  sunkiss
- 2008/2009  芝心派
- 2009/2010  A.S.H.
- 2010/2011  聆芝舍
- 2011/2012  Student Ranger
- 2012/2013  Pioneer
- 2013/2014  Chee's Bond
- 2014/2015  Cheers
- 2015/2016  Invader
- 2016/2017 Nova
- 2017/2018 Palette
- 2018/2019 Utopia
- 2019/2020 Petrichora
- 2020/2021 Apex
- 2021/2022 Epoch
- 2022/2023 無
- 2023/2024 Eunomia
- 2024/2025 Meraki

## 課外活動
學校開設了不同課外活動供學生們自由參與，希望能籍此鼓勵學生積極參與各種活動，培養學生的領導才能和團隊精神，讓她們能盡情地發揮創意、發掘興趣、認識社會，全心投入校園生活。
在老師和學生的努力經營下，現時學校已有逾100個學會、興趣小組及服務團體。

## 出版刊物
- 學生會會報「青泉」

## 傑出校友
- 吳婉芳：1986年香港小姐競選亞軍、最上鏡小姐及才華小姐，前無綫電視的香港歌手、演員
- 陳靜嫻：商業電台總經理
- 賀妙珍：屯門天主教中學校長
- 高雁旎：插畫家
- 伍詠詩：記者，2012年人權新聞獎得主
- 林小琪：Saatchi & Saatchi首席廣告創意總監
- 區詠芷：環境局前政治助理
- 李慧詩：香港著名單車運動員，2012年英國倫敦奥運會銅牌得主及2020年日本東京奥運會銅牌得主
- 歐陽慧心：香港劍擊運動員，亞運會佩劍團體銅牌得主

## 參閱
- 香港教育
- 香港中學教育
- 香港中學列表

## 外部連結
- 梁式芝書院
- 梁式芝書院校友會 （页面存档备份，存于）
- 梁式芝書院 好學校 （页面存档备份，存于）
- 梁式芝書院 外籍老師 小班教授 營造豐富英文語境